# Щурово (Ярославская область)
Щурово — село в Борисоглебском районе Ярославской области, входит в состав Инальцинского сельского поселения.

## География
Расположено на берегу речки Осница в 9 км на юго-запад от центра поселения деревни Инальцино и в 23 км на юго-запад от райцентра посёлка Борисоглебский.

## История
Церковь села Щурова сооружена в 1760 году, престолов в ней было три: Благовещения Пресвятой Богородицы, св. и чудотворца Николая и препод. Сергия, Радонежского чудотворца.
В конце XIX — начале XX село входило в состав Высоковской волости Угличского уезда Ярославской губернии.
С 1929 года село являлось центром Щуровского сельсовета Борисоглебского района, с 2005 года — в составе Инальцинского сельского поселения.
До 2004 года в селе действовала Щуровская общеобразовательная школа.

## Население
| 1859 | 2007 | 2010 |
| ---- | ---- | ---- |
| 216  | ↘154 | ↘132 |

### Известные жители
- Алексеев, Александр Иванович (1921—1993) — историк, писатель.
- Соловьёв, Семён Фёдорович (1922—1994) — разведчик, полный кавалер ордена Славы.

## Достопримечательности
В селе расположена действующая Церковь Благовещения Пресвятой Богородицы (1760).